# Neil Etheridge
Neil Leonard Dula Etheridge (Enfield, 7 de fevereiro de 1990) é um futebolista filipino nascido na Inglaterra que atua como goleiro. Desde 2017, defende as cores do Buriram United.

## Carreira

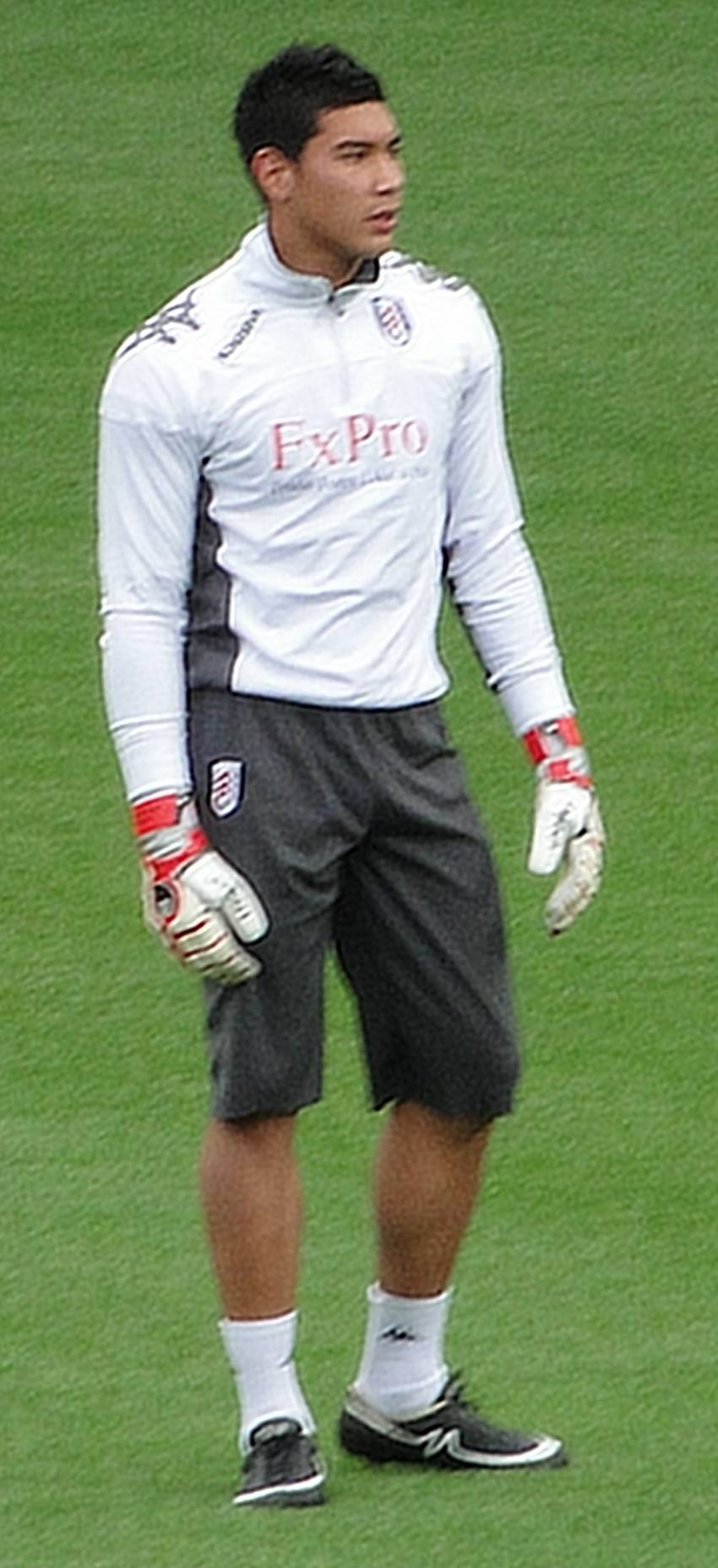
Etheridge durante treino no Fulham, em 2010

Após jogar em 2 clubes amadores de Londres (Cuffy Chiefs e Hart Boys), Etheridge ingressou nas categorias de base do Chelsea - os irmãos James e Phil Younghusband também faziam parte dos juniores dos Blues. Inicialmente jogando como atacante, passou a ser goleiro após um pedido de seu treinador.
Em 2006, deixou o Chelsea e foi para o Fulham, onde assinou um contrato profissional. Permaneceu vinculado aos Cottagers durante 8 anos (2006 a 2008 na base e de 2008 a 2014 no time principal), porém nunca atuou nas competições inglesas (Premier League, Copa da Liga Inglesa e Copa da Inglaterra), e seu único jogo oficial foi pela Liga Europa da UEFA de 2011–12, contra o Odense (Dinamarca).
Até o final de seu vínculo com o Fulham, foi emprestado para Leatherhead, Charlton Athletic, Bristol Rovers e Crewe Alexandra. Em 2014, ficou 5 meses fora dos gramados e chegou a morar de favor na casa de um amigo, depois que aceitou pagar para fazer um treino no Charlton após vender sua casa e seus carros. Quando já pensava em se mudar para as Filipinas, assinou com o Oldham Athletic, pelo qual não jogou nenhuma vez, voltando ao Charlton no mesmo ano, novamente por empréstimo. Comprado em definitivo pelos Addicks em 2015, Etheridge atuou 2 vezes (no período em que foi emprestado, também disputou 2 jogos).
Foi no Walsall que o goleiro passou a se firmar, disputando 81 partidas em 2 temporadas. Em 2017 assinou com o Cardiff City, tendo participado de 102 partidas (99 pela Championship e Premier League e outras 3 pela Copa da Inglaterra).

## Carreira internacional

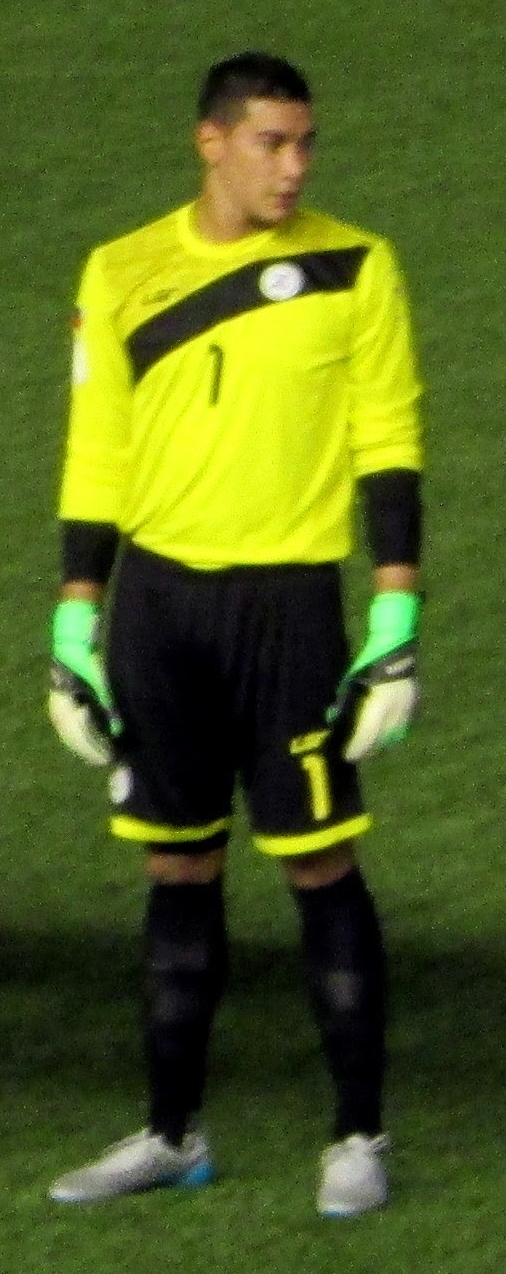
Etheridge antes de jogo da Seleção Filipina em 2015

Etheridge, que chegou a atuar uma vez pela seleção Sub-16 da Inglaterra, optou em defender as Filipinas (país de origem de sua mãe, Merlinda Dula), recebendo uma proposta para defender a seleção ainda em 2007, mas ele recusou, alegando que não conhecia os jogadores nem a língua. A estreia do goleiro pelos Azkals foi em 2008, contra Brunei.
Com a classificação das Filipinas para a Copa da Ásia de 2019, a convocação de Etheridge era certa, porém a direção do Cardiff City e a seleção fizeram um acordo para que ele não disputasse o torneio. A ausência de Etheridge foi sentida pelas Filipinas, que amargaram a eliminação na primeira fase, perdendo os 3 jogos, fazendo apenas um gol e sofrendo outros 7, terminando em 21º lugar na classificação geral.

## Campanhas de destaque
Cardiff City
- EFL Championship: vice-campeão (2017–18)

Seleção Filipina
- AFC Challenge Cup: vice-campeão (2014)